# Nissan MID4
Der Nissan MID4 ist ein in zwei Evolutionsstufen gebautes Konzeptfahrzeug des japanischen Automobilherstellers Nissan. Er ist mit einem Mittelmotor und Allradantrieb ausgerüstet und diente insbesondere als Technologieträger für neue Entwicklungen im Sportwagenbereich. Die im MID4 verwendeten Techniken wurden schließlich auch in einigen Serienmodellen wie dem 300ZX oder dem Skyline eingesetzt.

## Nissan MID4
Der MID4 debütierte im September 1985 auf der Internationalen Automobil-Ausstellung in Frankfurt. Nissan wollte der Weltöffentlichkeit damit präsentieren, was mit den konzerneigenen Technologien erreichbar war. Als Antrieb wurde ein überarbeiteter 3,0 Liter V-6-Motor eingebaut, der ursprünglich aus dem 300ZX Z31 stammte. Im Gegensatz zur Serienversion verfügte der Motor im MID4 über einen DOHC-Ventiltrieb mit vier oben liegenden Nockenwellen und 24 Ventilen, womit die Leistung auf 230 PS angehoben wurde. Das Triebwerk erhielt die Kennung VG30DE und ging 1986 im nur in Japan erhältlichen 300ZR, einer Variante des Z31, in Produktion.
Der MID4 wartete aber noch mit weiteren Neuerungen auf, beispielsweise der ersten Version des ATTESA-Allradsystems (Advanced Total Traction Engineering System for All-Terrain), das später auch in den Modellen Skyline, Bluebird, Cefiro und einigen anderen eingebaut wurde. Für ein ausgewogenes Fahrverhalten wurde der Allradantrieb im Konzeptfahrzeug mit einer Kraftverteilung von 33 % auf die Vorder- und 67 % auf die Hinterachse abgestimmt. Auch die erste Evolutionsstufe von Nissans Allradlenkung HICAS (High Capacity Actively Controlled Suspension) wurde im MID4 eingebaut, die später in überarbeiteter Form ihren Weg in den 300ZX Z32 und andere leistungsstarke Fahrzeuge des Konzerns fand. Abgerundet wurde die Studie durch die aerodynamisch optimierte Karosserie, von der einige Designelemente in das Facelift des 300ZX Z31 einflossen.

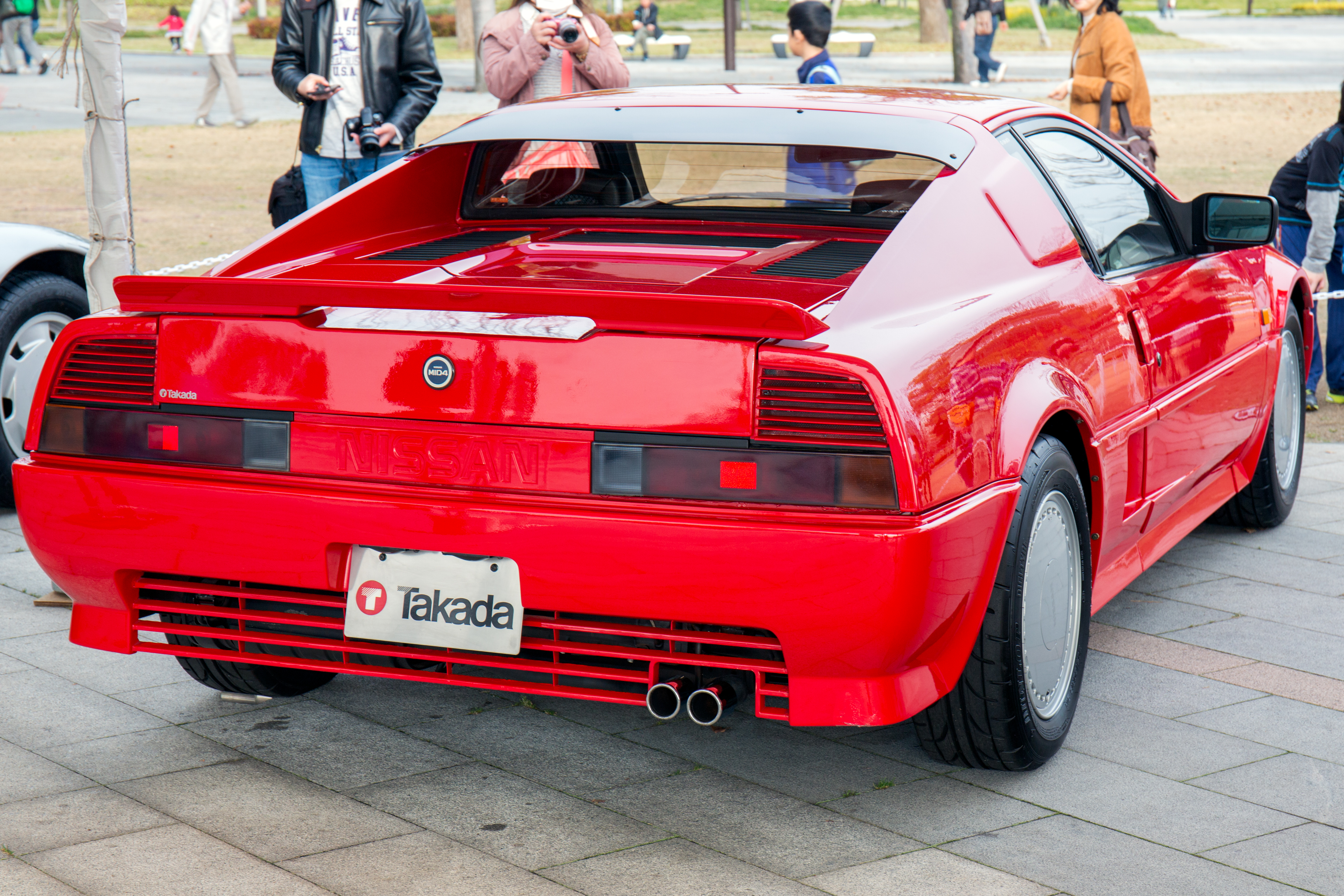

| Nissan MID4                | 3.0                                   |
| Motortyp:                  | Sechszylinder-Ottomotor in V-Bauweise |
| Hubraum:                   | 2960 cm³                              |
| Motorkenncode:             | VG30DE                                |
| Bohrung × Hub:             | 87,0 × 83,0 mm                        |
| max. Leistung bei min−1:   | 169 kW (230 PS)/6000                  |
| max. Drehmoment bei min−1: | 285 Nm/4000                           |
| Verdichtung:               | 10,0:1                                |
| Gemischaufbereitung:       | Elektronische Einspritzung            |
| Ventilsteuerung:           | DOHC                                  |
| Kühlung:                   | Wasserkühlung                         |
| Getriebe:                  | 5-Gang-Schaltgetriebe                 |
| Antriebsart:               | Allradantrieb                         |
| Bremsen:                   | Scheibenbremsen rundum, ABS           |
| Spurweite vorn/hinten:     | 1470/1450 mm                          |
| Leergewicht:               | 1230 kg                               |

## Nissan MID4-II
Im Oktober 1987 wurde auf der Tokyo Motor Show ein neues Konzeptfahrzeug als direkter Nachfolger zum ersten MID4 vorgestellt. Der MID4-II griff die Konstruktionsweisen des Vorgängers auf, bot aber ein verfeinertes Design und ein 330 PS starkes V6-Triebwerk mit Twinturbo-Aufladung, dessen Hubraum von 3,0 Litern allerdings unverändert blieb. Dieser Motor wurde VG30DETT bezeichnet und kam ab 1989 mit verringerter Leistung in der zweiten Generation des 300ZX auf den Markt. Das komplexe ATTESA-Allradsystem wurde zusammen mit dem österreichischen Hersteller Steyr Daimler Puch verfeinert und die Allrad-Lenkung HICAS wurde ebenfalls wieder eingebaut.

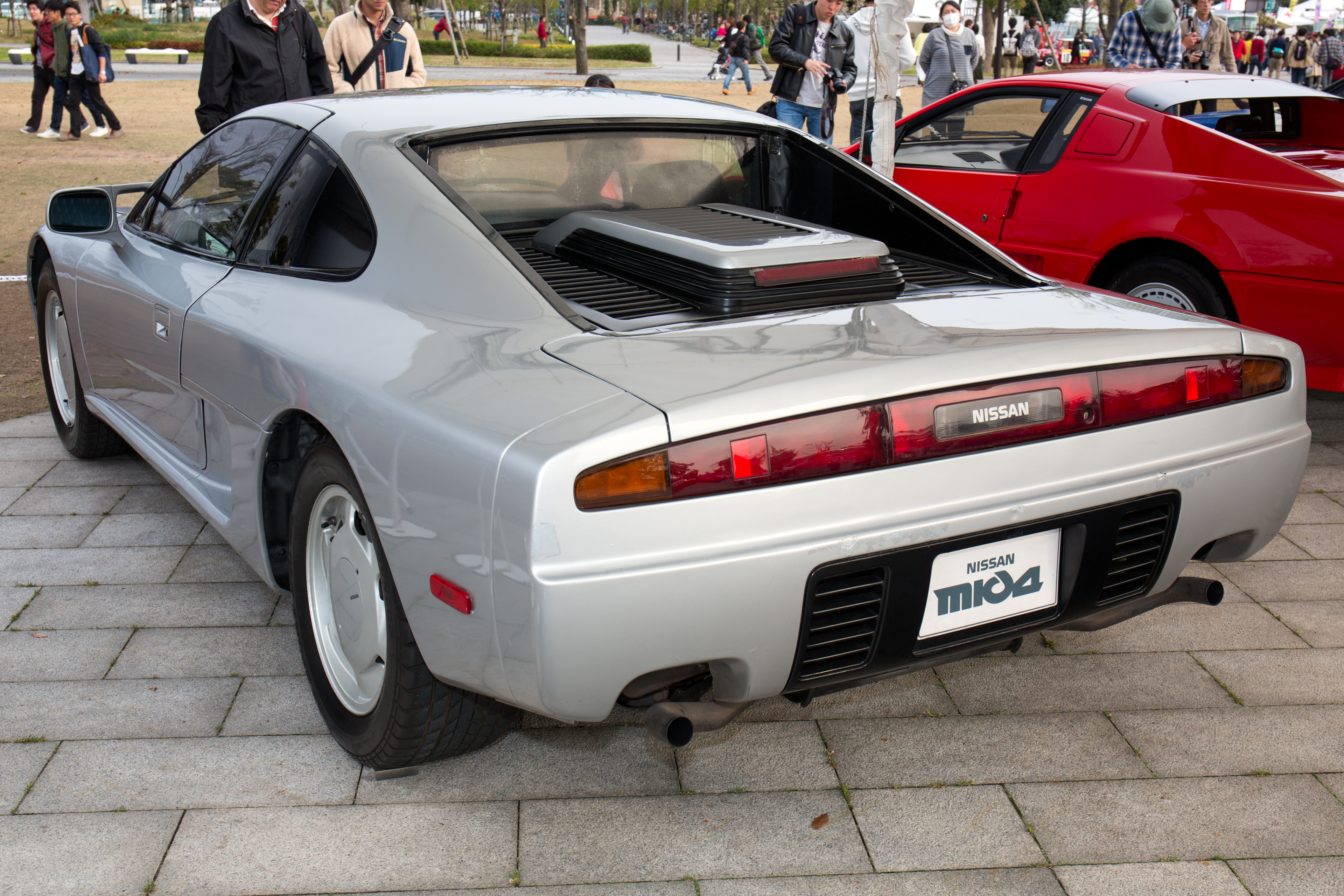

| Nissan MID4-II             | 3.0                                                        |
| Motortyp:                  | Sechszylinder-Ottomotor in V-Bauweise, Twinturbo-Aufladung |
| Hubraum:                   | 2960 cm³                                                   |
| Motorkenncode:             | VG30DETT                                                   |
| Bohrung × Hub:             | 87,0 × 83,0 mm                                             |
| max. Leistung bei min−1:   | 242 kW (330 PS)/6800                                       |
| max. Drehmoment bei min−1: | 382 Nm/3200                                                |
| Verdichtung:               | 10,0:1                                                     |
| Gemischaufbereitung:       | Elektronische Einspritzung                                 |
| Ventilsteuerung:           | DOHC                                                       |
| Kühlung:                   | Wasserkühlung                                              |
| Getriebe:                  | 5-Gang-Schaltgetriebe                                      |
| Antriebsart:               | Allradantrieb                                              |
| Radaufhängung vorn:        | Einzelradaufhängung mit Doppelquerlenkern                  |
| Radaufhängung hinten:      | Einzelradaufhängung, Mehrlenkerkonstruktion                |
| Bremsen:                   | Belüftete Scheibenbremsen rundum, ABS                      |
| Spurweite vorn/hinten:     | 1545/1550 mm                                               |
| Leergewicht:               | 1400 kg                                                    |